# Анталовці
Анта́ловці (колишня назва— Антонівка, угор. Antalóc) (Нім.: Antalau) — село в Ужгородському районі Закарпатської області на річці В'єла. Розташоване за 32 км. від м. Ужгород.
Входить до складу Середнянської селищної громади (Середнянської ОТГ- об'єднаної територіальної громади), до якої також входять села: Андріївка (Андрашовці), Верхня Солотвина, Вовкове́, Гайдош, Дубрівка, Ірлява, Киблярі, Лінці, Ляхівці, Пацканьово, Худльово, Чабанівка, Чертіж та центр громади- селище Середнє.

## Історія
Перша згадка про Анталовці зустрічається в грамоті імператора Фердинанда І 1548 року, де йдеться про спадкоємницькі справи Другетів. Анталовці належали до маєтків Невицького панства Другетів. В письмових джерелах село відоме під назвою «Antalocz».
Вважається, що село заснував наприкінці XV ст. шолтейс на ймення Антал.
В околицях Анталовців знайдено два бронзових скарби пізньої бронзи— раннього заліза. Зі скарбу, знайденого у 1931 році, частина речей зберігається в Празькому Національному музеї. Другий скарб виявлено в 1940 році біля розвилки вузькоколійки, на північ від села. У фонди Закарпатського краєзнавчого музею потрапило з нього п'ять речей.
У 1631 році в Анталовцях існувало 7 кріпацьких домогосподарств та господарство шолтейса. У 1715 році в селі були обліковані 13 селянських і 2 желярські господарства. В XVII ст. у зв'язку з розширенням  лісорозробок у село переселилося декілька словацьких родин. У XVIII ст. в селі уже існувала греко-католицька церква, що належала місцевому русинському населенню.
У туристичному довіднику-путівнику «Підкарпатська Русь» (виданий у 1936 р.) чеського краєзнавця Ярослава Достала (Dostál Jaroslav, 1936. Podkarpatská Rus. Knižnice Klubu československých turistu, Praha, 1936),- перекладений, упорядкований та доповнений закарпатським хірургом і краєзнавцем Юрієм Михайловичем Фатулою і виданий під назвою путівник-довідник «Європейське коріння» в Ужгороді, 2016 р. — міститься інформація про село Анталовці, Ужгородського району (Antalovce, Antalóc)  (сторінка 265):
- Населення: 1037 жителів
- Національний склад: русинів— 682, чехів і словаків 272, євреїв— 21, угорців— 20, німців— 2, іноземців— 40.
- Релігійні громади: 734 греко-католики, 245 римо-католиків.
- Державні установи: пошта, жандармський відділ.
- Навчальні заклади: школи чеська (3 класи), русинська (3 класи).
- Церковні установи: греко-католицька кам'яна церква Покрови Пр. Богородиці, 1834р.
- Промислові і господарські об'єкти: лісопильня, деревообробне підприємство (виробляло фанеру, бочки, шпали).
- Транспортні об'єкти: залізнична станція.
- Корисні копалини: (раніше добувалася залізна руда і було ливарне виробництво. Поклади лігніту і бурого вугілля)

У селі Анталовці, що на Ужгородщині поміщик Ботка в 1820 році заснував металургійну мануфактуру (у народі— Гамра), яка діяла до 1960—1970-х років. Під час Другої світової війни тут працювали і російські військовополонені. Досі збереглися закинуті шахти, де добували руду.
Велике бондарне виробництво в селі Анталовці Ужгородського району функціонувало досить короткий період— всього три роки— в період Першої Світової війни. З'явилось воно з легкої руки штабного офіцера армії Австро-Угорщини, який мав тут великі земельні наділи. Підприємство з виготовлення бочок в Анталовцях було засновано імператорсько-королівським Міністерством війни (нім. k.u.k. Kriegsministerium) Австро-Угорщини у 1915 році та входило до складу промислової групи 12-го відділення. 22 червня 1915 року, згідно з наказом Міністерства війни до військового командування в Кошицях, командиром промислової групи 12-го відділення з експозитурою в місті Ужгород було призначено герцога Євгена Одескалькі.
На той час промислова група 12-го відділення Міністерства війни Австро-Угорщини (нім. Industriegruppe der 12. Abteilung des K. u. k. Kriegsministeriums) складалася з чотирьох підприємств— фабрики бочок в Анталовцях, виробництва квашеної капусти у містах Демечер та сушіння картоплі в Реткозберенчі, а також свиноферми у місті Надьхалас. В ці підприємства загалом було інвестовано 35 мільйонів крон. Особовий склад військової промислової групи в Анталовцях був представлений 5 офіцерами та 516 солдатами. Кістяк робочої сили на фабриці бочок складали військовополонені, яких в анталовецькому таборі станом на квітень 1917 року налічувалось близько п'яти тисяч. Головно це були полонені вояки Російської імперії— 3438 особи, а також італійці та серби— 942 та 644 особи, відповідно.
Табір військовополонених в Анталовцях існував з червня 1915 року до серпня 1918. Він був настільки великим, що мав у внутрішньому обігу власні банкноти— так звані табірні гроші. Праця полонених була не безоплатною, вони отримували певну фінансову винагороду за свою роботу, а також могли здійснювати грошові перекази своїм родичам.
Окрім фабрики бочок, військоволонені в Анталовцях обслуговували пилораму та деревообробне підприємство, що виготовляло дерев'яні рукоятки та накладки для багнетів, артилерійських тесаків та прикладів. Також полонені були задіяні на будівництві вузькоколійки Ужгород— Радванка— Анталовці. Герцог Євген Зоард Одескалькі (угор. Odescalchi Jenő Zoárd) народився 1876 року в селі Болгаш комітату Шомодь Угорського королівства. Походив зі старовинного італійського шляхетського роду, одна з гілок якого влилась в ряди угорської знаті. Головні маєтки герцога знаходились в комітаті Сабольч, де він активно займався вирощуванням фруктів та овочів. У 1904 році молодий магнат придбав лісові угіддя площею 6000 хольдів в урочищі Панський ліс на околицях села Анталовці тодішнього комітату Унґ.
З початком Першої Світової війни Євген Одескалькі розпочав службу у Відні в Економічній секції Міністерства війни. Тут герцог налагодив добрі стосунки з генералом Ладиславом Яженбецьким (нім. Ladislaus Jarzębecki), який очолював секцію. Використовуючи свої зв'язки, Одескалькі домігся призначення на посаду керівника промислової групи та побудови кількох військових виробництв в населених пунктах, що межували з його маєтками. Якщо раніше хольд лісу в Анталовцях коштував не більше 100 крон— через значну віддаленість від найближчої залізничної станції, то з побудовою фабрики бочок і вузькоколійки до Ужгорода вартість одразу підстрибнула до 2000 крон. Цим і користувався винахідливий магнат, продаючи деревину з власного лісу казенному підприємству, яким він же і керував.
Згодом почали ширитись чутки і про фінансові зловживання на інших підприємствах військової промислової групи. Після кількох анонімних донесень в Міністерство війни у Відні, на виробництво в Демечер відрядили комісію з 20 офіцерів— розпочалося офіційне розслідування діяльності Євгена Одескалькі. 3 квітня 1917 року, не витримавши сорому, герцог Євген Зоард Одескалькі наклав на себе руки. Після закінчення війни та входження Підкарпатської Русі до складу Чехословацької республіки виробничі підприємства в Анталовцях підпорядковувались військовим структурам молодої республіки. Спочатку тут налагодили виробництво дерев'яних шпал, твердого палива та заготовок для дерев'яних коліс. Через кризу в деревообробній галузі кількість робітників скоротилась до 270 осіб, а на початку 1920-х років підприємство взагалі кілька років не функціонувало. Згодом анталовецькі заводи перепрофілювались і виготовляли спортивний інвентар— лижі, санчата, тенісні ракетки тощо.
В радянські часи на базі підприємства в Анталовцях функціонував деревообробний цех Ужгородської текстильно-галантерейної фабрики. У 1980-х роках розглядалась ідея знову повернутись до виготовлення спортивних виробів із гнутої деревини— зокрема дво- та тримісних саней, але вона так і не була реалізована.
У Анталовцях, поряд з лісом встановлений гранітний пам'ятник лісорубу. Пам'ятник встановлений після 1945 р. за часів радянської влади. Він символізує собою значимість та повагу до праці місцевих лісорубів.

## Політика

### Парламентські вибори, 2019
На позачергових парламентських виборах 2019 року у селі функціонувала окрема виборча дільниця № 210565, розташована у приміщенні клубу.
Результати
- зареєстрований 761 виборець, явка 58,21%, найбільше голосів віддано за «Слугу народу» — 40,41%, за «Опозиційний блок» — 16,44%, за Всеукраїнське об'єднання «Батьківщина» — 13,47%.[4] В одномандатному окрузі найбільше голосів отримав Андрій Андріїв (самовисування) — 45,50%, за Олександра Пекаря (Слуга народу) — 14,45%, за Івана Данацка (самовисування) — 9,72%[5].

## Вузькоколійна залізниця Ужгород-Анталовці
На початку XX століття за наказом командування австро-угорської армії в селі Анталовці була заснована пилорама та військове деревообробне підприємство, що виробляло дерев'яні рукоятки та накладки для багнетів, артилерійських тесаків і прикладів. Для доставки деревини з околиць Анталовців на підприємство була побудована вузькоколійна залізниця. Вона мала два відгалуження, які йшли долинами струмків Стара, Середній і Крайній до гір Маковиця (978 м), Анталовецька Поляна (977 м) та Токарня (627 м).
Перед Першою світовою війною, щоб налагодити безперебійне постачання армії, було розпочато будівництво вузькоколійної залізниці Ужгород— Радванка— Анталовці. Будівництво йшло швидкими темпами, і вже в серпні 1916 вузькоколійна залізниця з шириною колії 760мм була здана в експлуатацію. Рух було відкрито у 1917 році. Залізниця була ліцензована тільки для перевезення деревини.
Довжина розмітки колії становила 36,635км, експлуатаційна довжина— 34,507км. Максимальний підйом становив 28%, а мінімальний радіус кривої— 60м.
Вузькоколійна лінія Ужгород—Радванка—Анталовці починалась на залізничній станції Радванка в Ужгороді, яка знаходилась на відстані одного кілометра від головної ширококолійної станції в Ужгороді. Дві станції були з'єднані колією, яка вела до каменоломні. Вузька колія проходила через виноградарський регіон на околицях селища Середнє, потім повертала на північ в долину річки В'єла і прямувала до Анталовець.
Залізниця проходила через 9 сіл передгір'я Ужанської долини. Зупинки знаходилися в селах: Дравці, Підгорб, Холмок, Руські Комарівці, Вовкове (Вōвково́ї), Середнє, Чертеж, Худльово та Анталовці.
До травня 1918 вузькоколійка Ужгород— Анталовці підпорядковувалась Імператорсько-королівським австрійським військовим залізницям— kkHB (kaiserlich-königlich österreichische Heeresbahn), після чого вона перейшла в управління угорської компанії MÁV. Починаючи з 3 січня 1919 муніципалітет міста Ужгорода без державного дозволу використовував залізницю для пасажирських перевезень як громадський транспорт.
Після включення Підкарпатської Русі до складу Чехословаччини 21 червня 1919 залізниця була взята під контроль чехословацькою армією, а згодом була передана Чехословацьким державним залізницям— ČSD. В червні 1920 залізниця Ужгород— Анталовці знову переходить до Міністерства оборони Чехословаччини, але з вересня 1920 року залізниця експлуатується ČSD. 1 жовтня 1920 Чехословацькі державні залізниці (ČSD) стають остаточним власником вузькоколійки. Після 1921 перевезення на залізниці здійснювали дві пари змішаних потягів, які, при необхідності, комплектувались вантажними вагонами та переводились у розряд вантажних потягів. З1922 вузькоколійна залізниця Ужгород— Анталовці разом з кінним траком перейшла у підпорядкування Ужгородського управління державними лісами та землею. У той час сумарна довжина лінії Ужгород— Анталовці становила 34,87км. Незабаром залізниця отримала дозвіл і на перевезення пасажирів. Для здійснення пасажирських перевезень було сформовано спеціальний потяг, який перевозив учнів, студентів, робітників, селян.В період 1938—1945 лінія експлуатувались угорською компанією MÁV. Дільниця Ужгород— Радванка— Анталовці отримала нумерацію 122. Пасажирські перевезення на залізниці в цей час здійснювали три пари невеликих потягів. Час проїзду в напрямку з Ужгорода до Анталовець становив 2 год., у зворотньому напрямку— 2 год.15 хв. Після входження у 1945-46 р.р. складової частини Чехословаччини Підкарпатської Русі до складу СРСР та створення Закарпатської області УРСР полотно вузькоколійної залізниці Ужгород— Анталовці було перешито із 760мм на 750мм., а сама залізниця експлуатувалася аж до 1975—1976 р.р., коли її повністю було розібрано як нерентабельну.

## Храми села
- Перший у світі новий дерев'яний храм святого Івана Павла ІІ, Папи Римського, зведено у с. Анталовці (греко-католицької громади села, Середнянський деканат Мукачівської греко-католицької єпархії). Освячення нового храму відбулося 16 липня 2015 року, у день пам'яті чудотворної ікони Мукачівської Богородиці єпископом Мукачівської греко-католицької єпархії владикою Міланом (Шашік) та помічним єпископом владикою Нілом (Лущак). Новий храм побудований на територій реколекційного будинку святого Івана Павла ІІ, бо старий греко-католицький Свято-Покровський храм за часів радянської влади був переданий православним вірникам. У реколекційному будинку за цілий рік, а особливо влітку тривають літні табори для молоді єпархії. За літній період реколекційний будинок приймає понад тисячу дітей та молоді, і слугує майже круглий рік для реколекцій та духовних зустрічей.
- Храм св. Антонія Падуанського (сільська громада римсько-католицької церкви). У 1992 році Святіший Отець Йоан Павло ІІ у Римі освятив наріжний камінь сучасного мурованого костелу. А новоспоруджену святиню в Анталовцях консекрував 13 червня 1993 року Апостольський нунцій римсько-католицької церкви архієпископ Антоніо Франко.
- Храм Покрови Пр. Богородиці (1834)- (православної громади села, Української правосланої церкви).                                                                                         Найдавніша будівля стояла неподалік теперішньої школи. У 1751 р. в селі був дерев'яний храм св. Миколи в доброму стані з двома дзвонами і всіма необхідними образами.Теперішню муровану будову, землю для якої дала сім'я Малиничів, будували 30 років і освятили у 1834 році. Кам'яні стіни сягають 1м. товщини. Усередині розмалювали в 1928—1929 роках, а останнє оновлення стінопису виконав Федір Решетар з Ляховець у 1982р. Ремонт храму і деяка перебудова проводилась у 1936р. У 1980р. зроблено зовнішній ремонт. У 1968р. селяни збудували дерев'яну восьмигранну одноярусну каркасну дзвіницю, оскільки з вежі погано було чути дзвони. Дзвіницю збудували Іван Шляхта, Василь Присташ, Федір Глюдзик, а куратором був тоді Іван Ганічка. Взірцем були восьмигранні дзвіниці в Худльові та В. Солотвині. Дерев'яний хрест біля дзвіниці поставили 1945 p., а за храмом, біля гарних надгробків на могилах священників стоїть мурований хрест з 1893р.

## Населення
За переписом населення 2001 року в селі мешкало 1 059 осіб.
Розподіл населення за рідною мовою за даними перепису 2001 року:
| Мова       | Відсоток |
| ---------- | -------- |
| українська | 88,86%   |
| словацька  | 9,35%    |
| російська  | 0,94%    |
| угорська   | 0,47%    |
| болгарська | 0,09%    |

## Інформація про туристичні та цікаві місця
- пам'ятник Лісорубу з граніта[3]. Пам'ятник встановлений після 1945 р. за часів радянської влади. Він символізує собою значимість та повагу до праці місцевих лісорубів.
- Туристичний комплекс «Богольвар»[8]
- залишки колишньої вузькоколійної залізниці Ужгород-Анталовці, яка функціонувала до 1976 року.
- місце колишнього табору для військовополонених часів Першої світової війни
- закинуті шахти, де добували залізну руду
- дерев'яний храм святого Івана Павла ІІ, Папи Римського
- храм cв. Антонія Падуанського,1992 р.
- храм Покрови Пр. Богородиці, 1834 р.
- деревообробне підприємство, що виготовляло дерев'яні рукоятки та накладки для багнетів, пізніше фабрика де виготовляли спортивний інвентар — лижі, санчата, тенісні ракетки. Історичне підприємство з виготовлення бочок

### Видатні уродженці
- Светла Матхаузерова (1924—2006)— чеський філолог— славіст, перекладач, літературознавець, викладач Карлового університету в Празі.

## Галерея

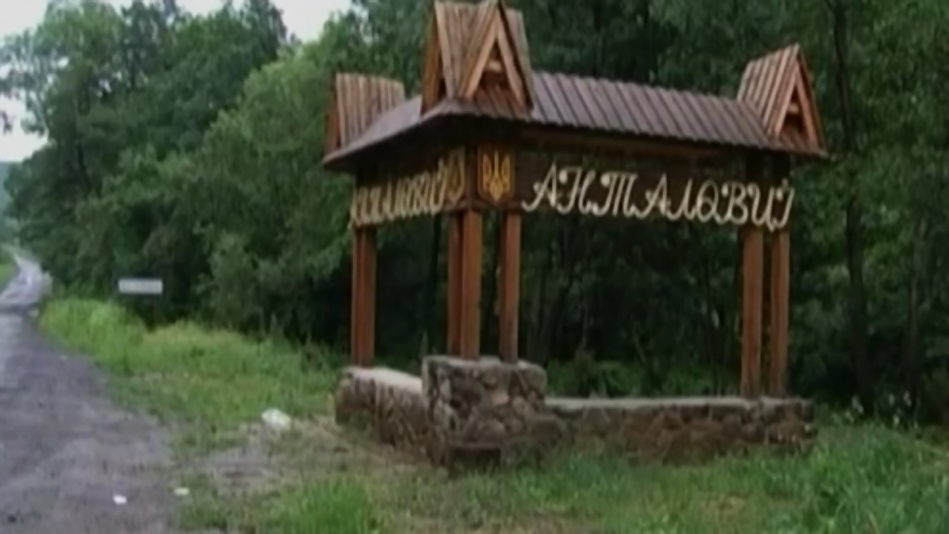
с. Анталовці
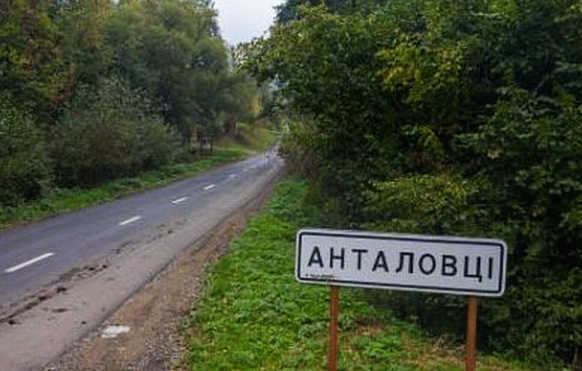
Вїзд у село
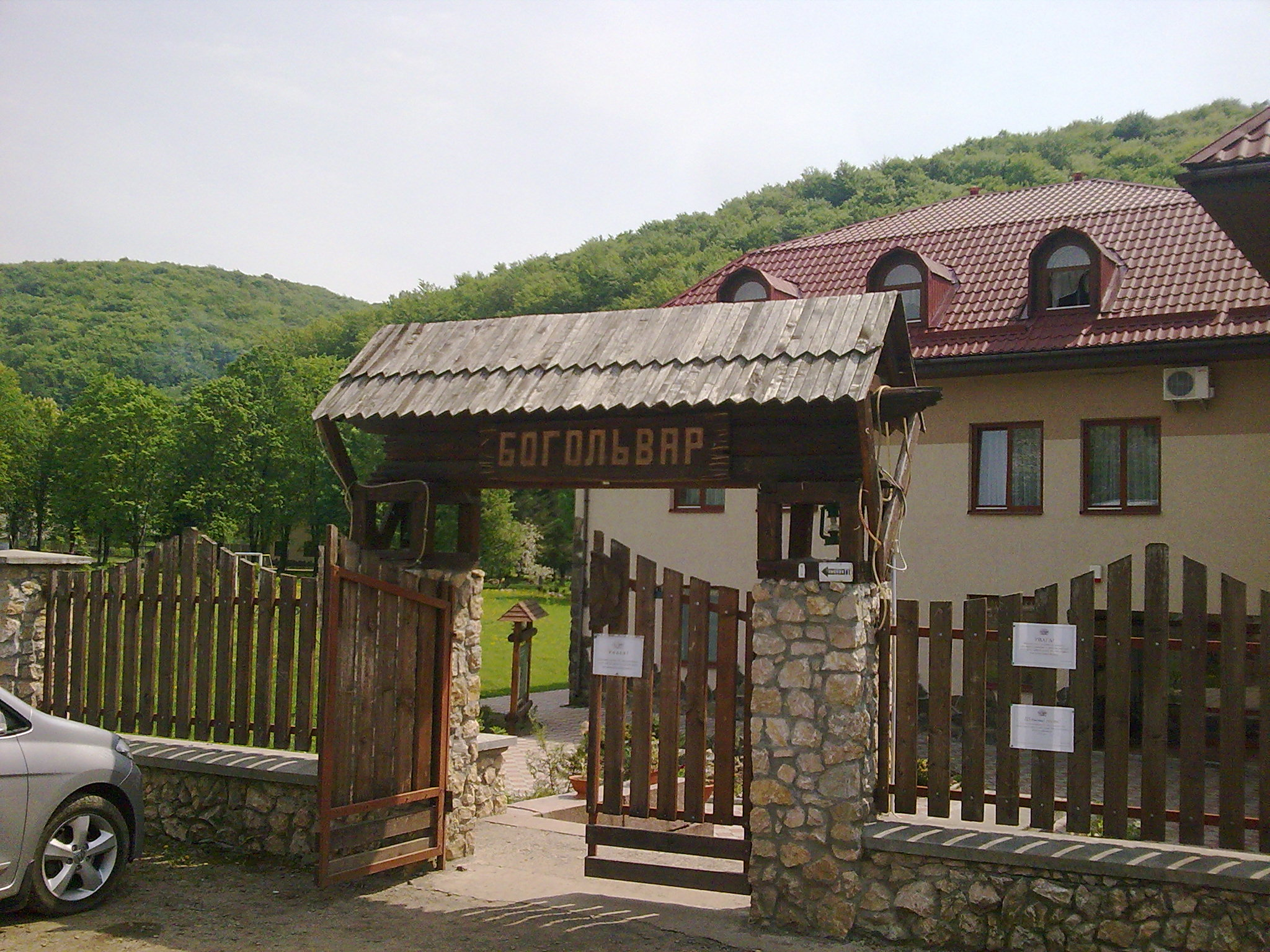
Туристичний комплекс "Богольвар"